# Surrey City Centre (circonscription britanno-colombienne)
Pour les articles homonymes, voir Surrey.
Circonscription électorale provinciale du Canada
Surrey City Centre est une circonscription provinciale de la Colombie-Britannique représentée à l'Assemblée législative de la Colombie-Britannique depuis 2024.

## Géographie
En 2024, la circonscription représente le centre-ville de la ville de Surrey comprenant le quartier de Whalley (en). Elle est limitée au sud par la 96e avenue avec des zones incluses centrées sur le boulevard King George (en).

## Liste des députés
| Législature                                                                                          | Années                                                                                               | Député                                                                                               | Député                                                                                               | Parti                                                                                                |
| Surrey City Centre Circonscription issue de Surrey-Whalley, Surrey-Green Timbers et Surrey-Guildford | Surrey City Centre Circonscription issue de Surrey-Whalley, Surrey-Green Timbers et Surrey-Guildford | Surrey City Centre Circonscription issue de Surrey-Whalley, Surrey-Green Timbers et Surrey-Guildford | Surrey City Centre Circonscription issue de Surrey-Whalley, Surrey-Green Timbers et Surrey-Guildford | Surrey City Centre Circonscription issue de Surrey-Whalley, Surrey-Green Timbers et Surrey-Guildford |
| --- | --- | --- | --- | --- |
| 43e                                                                                                  | 2024–en cours                                                                                        | | Amna Shah (en)                                                                                       | Néo-démocrate                                                                                        |